# Jacob Bakema
Jacob Berend Bakema (znany również jako Jaap Bakema, ur. 8 marca 1914 w Groningen, zm. 20 lutego 1981 w Rotterdamie) – holenderski architekt modernistyczny, partner Jo van den Broeka w biurze Van den Broek & Bakema.

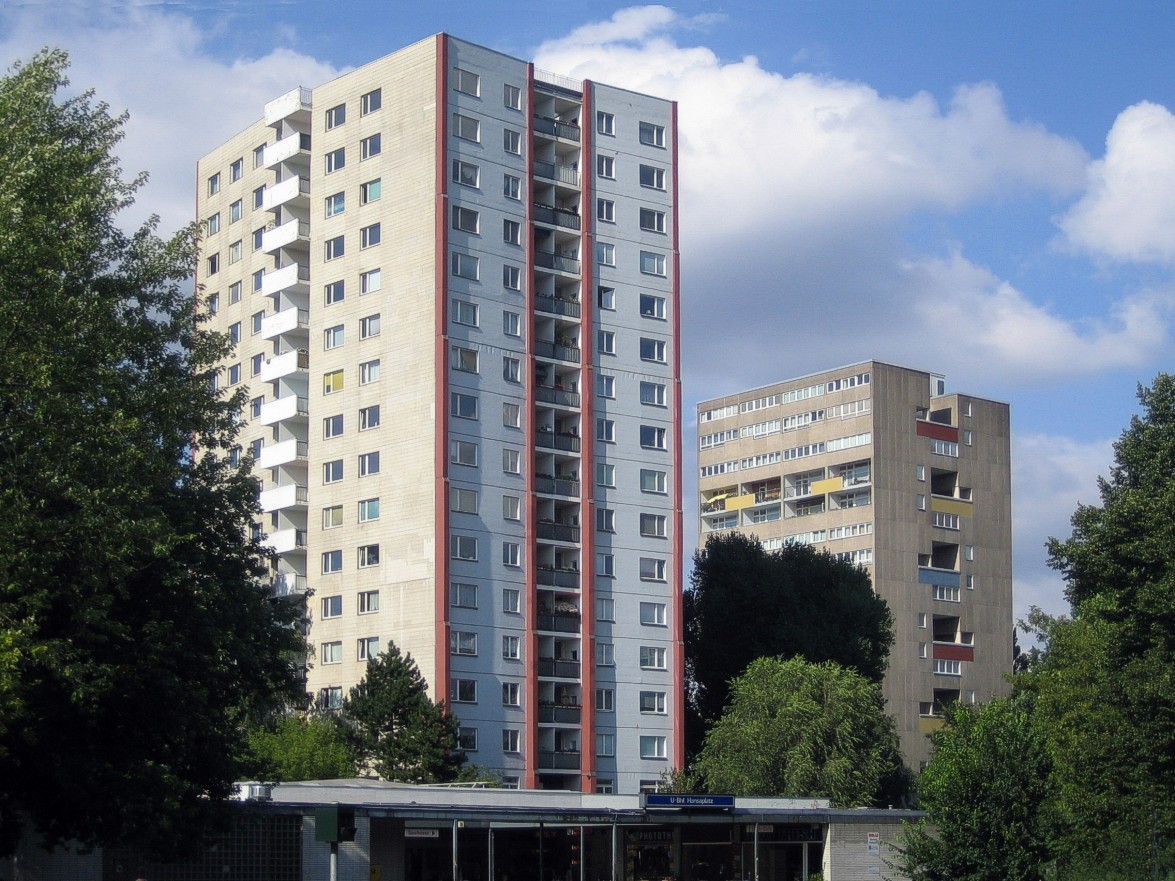
J. v.d. Broek i J.B. Bakema, wieżowiec na Interbau w Berlinie (po prawej)

Bakema studiował architekturę w latach 1931–1936 w Wyższej Szkole Technicznej w Groningen (m.in. u Rietvelda i Stama) i w latach 1937–1940 w Akademii Architektury w Amsterdamie. Od 1941 pracował w biurze Willem van Tijen & Maaskant, w 1947 wstąpił do CIAM. Od 1948 był współpracownikiem, a później partnerem w biurze van den Broeka. Zasłynął swoim udziałem w odbudowie Rotterdamu po II wojnie światowej i udziałem w Team Ten. W 1963 został profesorem w Delfcie, a w latach 1965–1978 wykładał również w Akademii Sztuk Pięknych w Hamburgu. Gościnnie wykładał również m.in. w Berlinie, Edynburgu, Krakowie i Warszawie. Bakema znany był ze swojego humanistycznego, a zarazem funkcjonalnego podejścia do architektury.

## Główne dzieła
- ulica handlowa Lijnbaan w Rotterdamie, 1954
- wieżowiec mieszkalny na wystawie Interbau w Berlinie, 1957